# Olane
Olane – gaun wikas samiti we wschodniej części Nepalu w strefie Meći w dystrykcie Panchthar. Według nepalskiego spisu powszechnego z 2001 roku liczył on 517 gospodarstw domowych i 2729 mieszkańców (1379 kobiet i 1350 mężczyzn).